# Municipio de Forest (Misuri)
El municipio de Forest (en inglés: Forest Township) es un municipio ubicado en el condado de Holt en el estado estadounidense de Misuri. En el año 2010 tenía una población de 353 habitantes y una densidad poblacional de 3,79 personas por km².

## Geografía
El municipio de Forest se encuentra ubicado en las coordenadas 39°58′35″N 95°13′20″O / 39.97639, -95.22222. Según la Oficina del Censo de los Estados Unidos, el municipio tiene una superficie total de 93.11 km², de la cual 90,77 km² corresponden a tierra firme y (2,51 %) 2,34 km² es agua.

## Demografía
Según el censo de 2010, había 353 personas residiendo en el municipio de Forest. La densidad de población era de 3,79 hab./km². De los 353 habitantes, el municipio de Forest estaba compuesto por el 95,75 % blancos, el 1,13 % eran amerindios, el 0,57 % eran asiáticos, el 1,7 % eran de otras razas y el 0,85 % eran de una mezcla de razas. Del total de la población el 1,7 % eran hispanos o latinos de cualquier raza.